# Бероунка
Бероунка (чеш. Berounka) — река на западе Чехии, левый, самый большой приток Влтавы. Длина реки — 139,45 км, площадь водосборного бассейна — 8854,22 км².
На реке расположены города Пльзень, Бероун, Ржевнице, Добржиховице, Черношице и Прага.

## Гидрография

Бассейн Бероунки

Бероунка образуется у города Пльзень слиянием рек Мже и Радбуза, текущих с хребтов Чешский Лес и Шумава, и впадает во Влтаву на юге Праги.
Один из притоков — река Лоденице.

## Именование реки
С 2013 года, в соответствии с нормативными актами, Бероунка начинается от слияния Мже и Радбузы в центре Пльзеня. Инициативная группа историков в 2006 году выступала за переименование обратно в Мже как это было до XVII века, но инициатива была отвергнута голосованием.

## Галерея

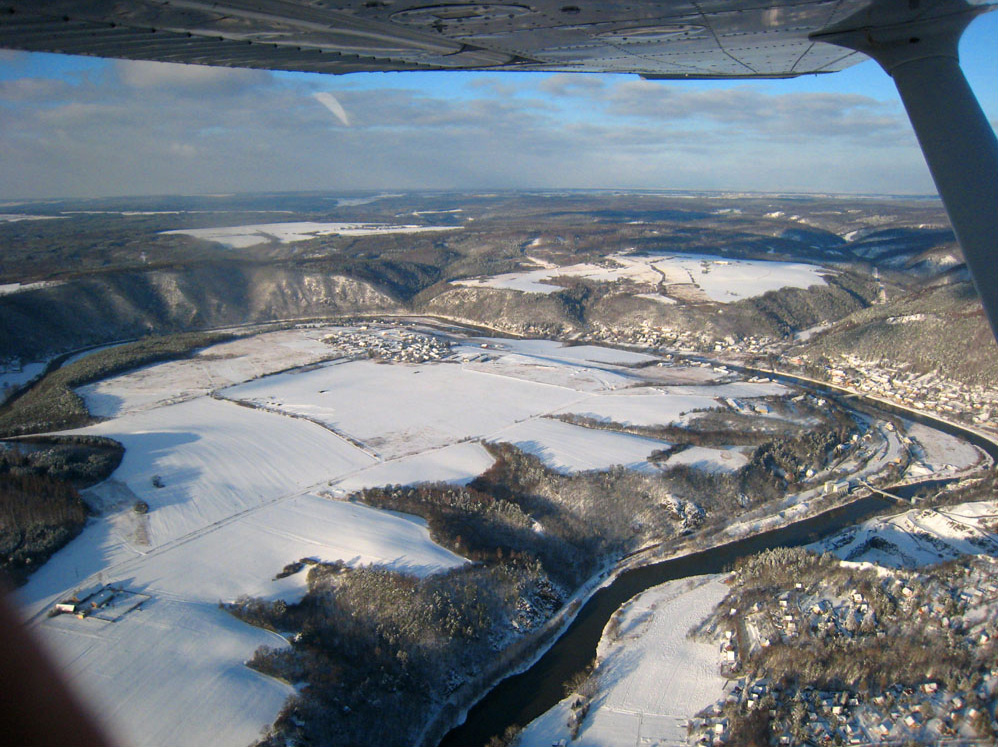
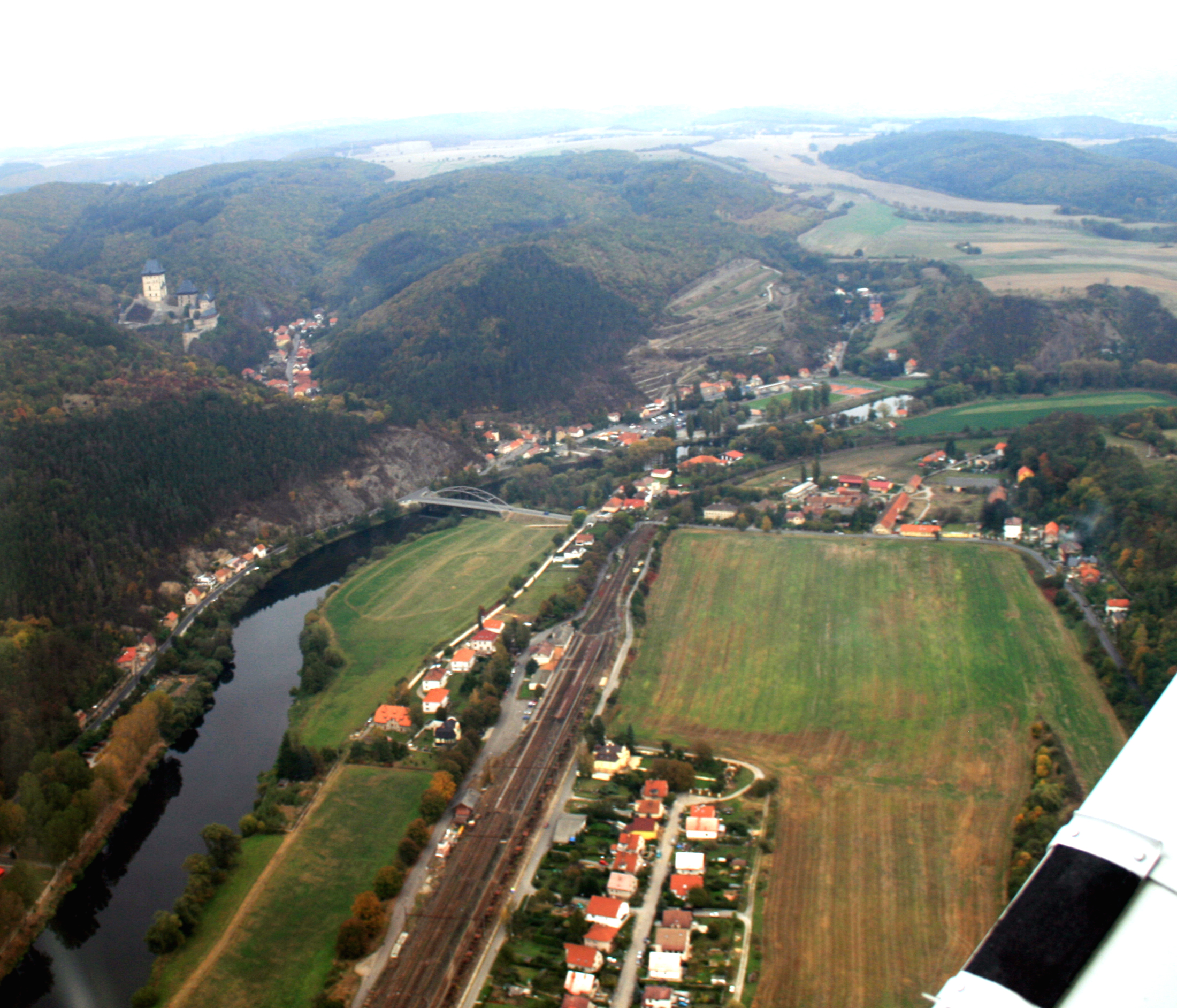
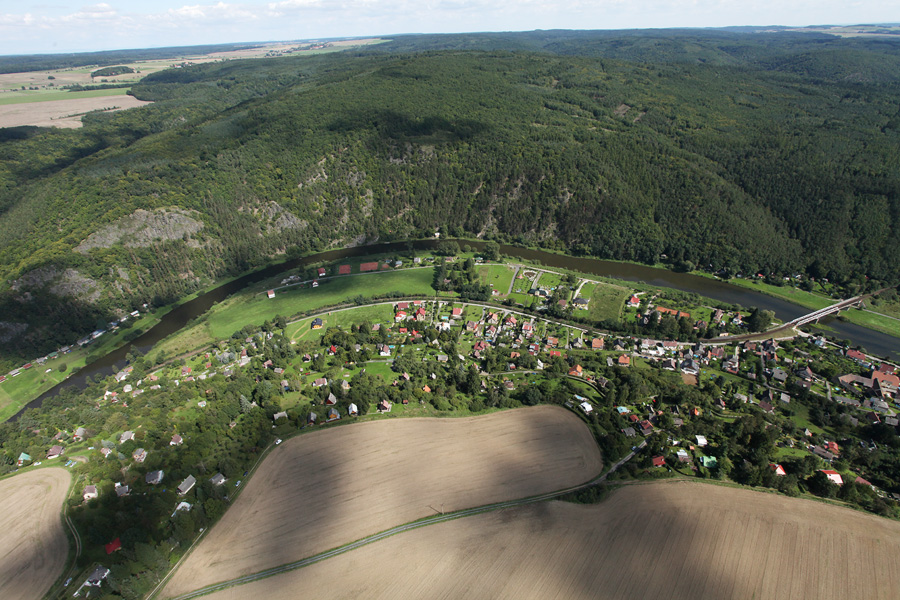
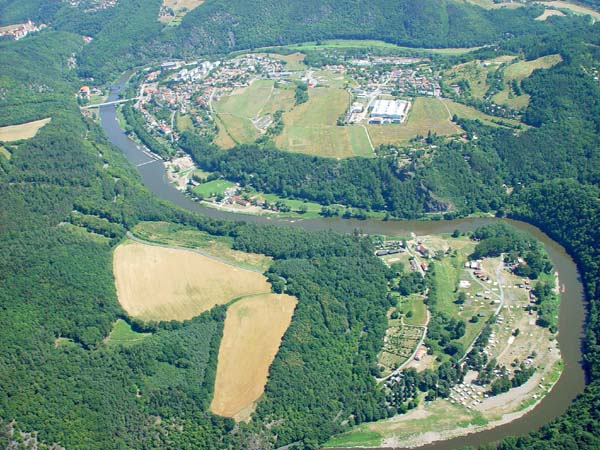
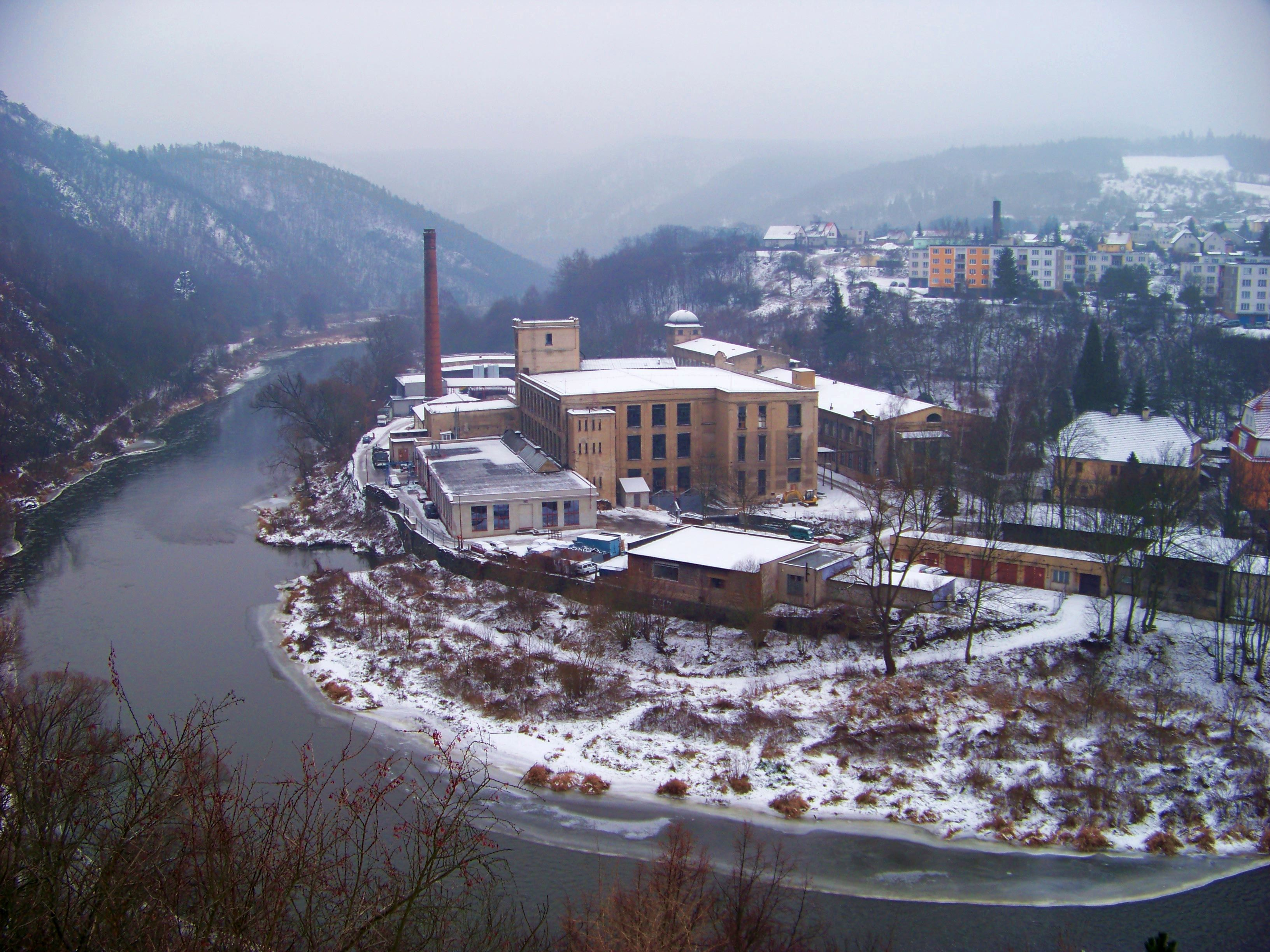
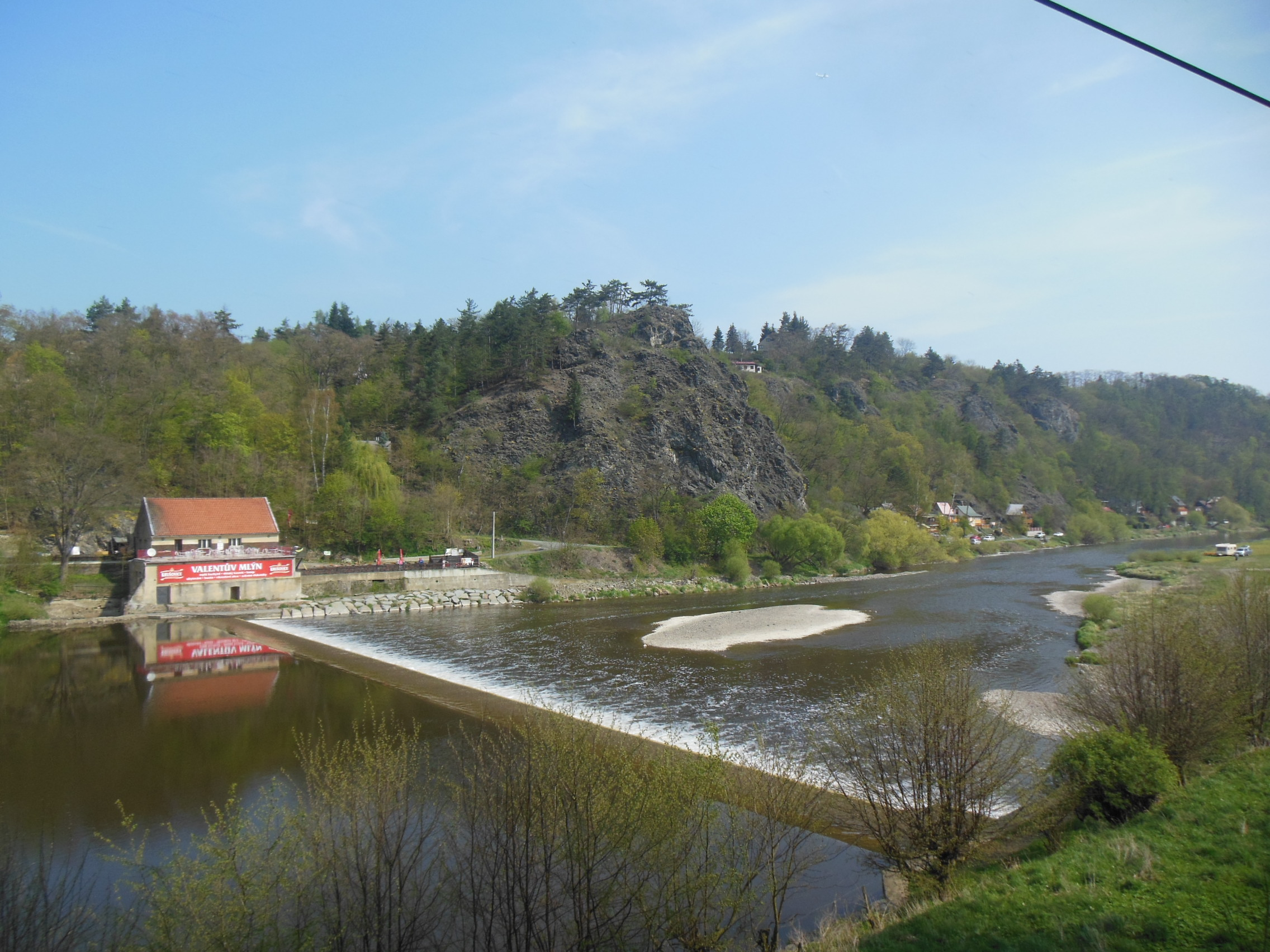
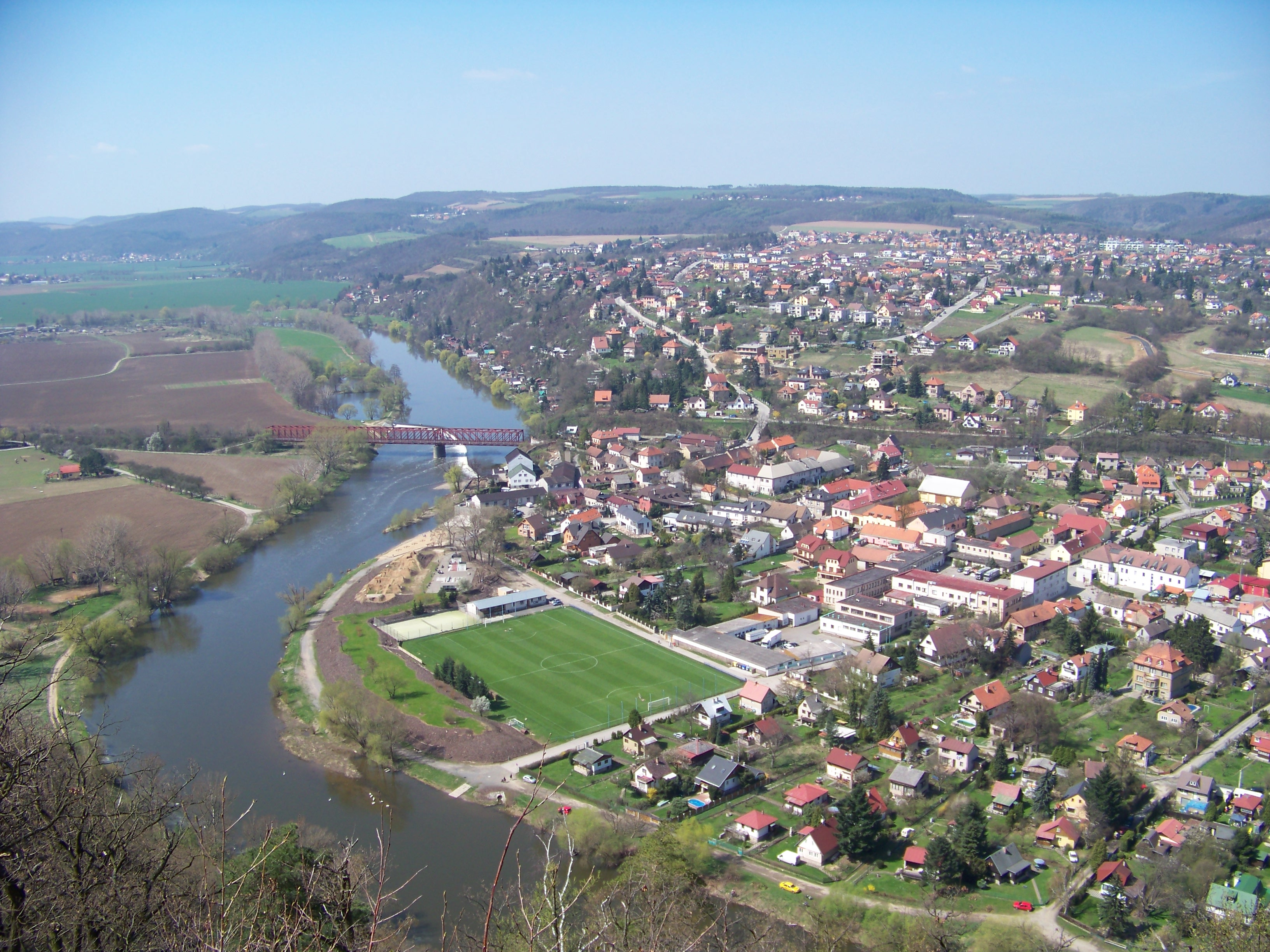